# Nuts (батончик)
Nuts — шоколадный батончик, выпускаемый с 1996 года компанией Nestle, имеющий преимущественно жёлтую обёртку и шоколадную начинку с лесным орехом, очень напоминающую начинку батончика Snickers. С 1997 года Nuts начали выпускать на Самарской фабрике под названием «Россия». В ноябре 2004 года стартовала первая акция батончика под названием «NutsoМания».

## Состав
Молочный шоколад (сахар, какао-масло, молоко сухое цельное, какао тертое, сыворотка молочная сухая, молочный жир, эмульгаторы (соевый лецитин, Е476), ароматизатор натуральный (ваниль), патока (содержит глютен), сахар, фундук целый, жир специального назначения (из пальмового масла), молоко сухое обезжиренное, сыворотка молочная сухая, белок яичный сухой, ароматизатор (фундук), какао-масло, молоко сухое цельное, какао-тертое, регулятор кислотности (лимонная кислота), молочный жир, эмульгатор (соевый лецитин).
Продукт может содержать арахис, другие орехи и диоксид серы.
Срок годности: 10 месяцев.
Пищевая ценность в 100г: белки 5,3г, жиры 23г, углеводы 64г.
Энергетическая ценность: 488 ккал.

## Калорийность
Калорийность батончика Nuts составляет 498 ккал на 100 грамм продукта.

## Полезные свойства
Лесной орех богат содержанием витаминов группы С, K и PP, укрепляющих сосуды и стимулирующих работу мозга. В нём много витамина K, обладающего коагуляционными свойствами и уменьшающего тем самым, риск кровоизлияний в мозг. Фундук укрепляет память, улучшает зрение, и позволяет активизировать все мыслительные процессы.

## Ассортимент
В России, в розничной торговле встречаются упаковки следующих видов:
- Nuts (классический батончик) — 50 г;
- Nuts Duo (классический батончик) — 66 г;
- Nuts Mini — 30 г;
- Nuts Duo со вкусом брауни — 60 г;
- Nuts с арахисовой пастой — 60 г;
- Nuts с фундуком со вкусом мороженого и кусочками печенья — 60 г;
- Nuts со вкусом малиновый раф — 60 г;
- Nuts со вкусом космический пекан — 60 г.